# Crucifix des Stigmates de sainte Catherine
Le Crucifix des Stigmates de sainte Catherine ou Crucifix de sainte Catherine est un  grand crucifix peint en tempera et or sur bois, réalisé vers 1150-1200 par un maître anonyme pisan ; la grande croix peinte est exposée au Santuario Cateriniano de Sienne.

## Histoire
Le crucifix peint se trouvait dans l'église Sainte-Christine de Pise. Ce serait devant ce crucifix que sainte Catherine de Sienne aurait reçu les stigmates, d'où le nom de convention du crucifix. Il est alors enfermé dans un oratoire à deux volets, où figurent sainte Catherine et saint Jérôme pénitent,   œuvres du Siennois Bartolomeo Neroni, dit Il Riccio. En 1563, il est enlevé avec la complicité du patriarche Angelo Nicolini et déposé jusqu'en 1623 dans l'oratoire de la Chambre à Sienne, puis finalement dans la Chapelle du Crucifix du sanctuaire Sainte-Catherine-de-Sienne. Au XIXe siècle, une copie a été déposée dans l'église Sainte-Catherine de Pise.

## Description
La partie haute de la croix (jusqu'à  la cimaise) du crucifix semble manquante limitée à l'auréole du Christ (endommagée comme la partie du soppedaneo ?) ;  diverses pertes de peinture également sont visibles. 
Le Crucifix respecte les conventions du Christus triumphans, Christ mort mais triomphant sur la Croix, issue de l'iconographie religieuse gothique médiévale  occidentale (qui sera à son tour remplacé, par le Christus patiens, résigné à la mode byzantine de Giunta Pisano et ensuite, à la pré-Renaissance, par le Christus dolens des primitifs italiens).
Attributs du Christus triumphans montrant la posture d'un Christ vivant détaché des souffrances de la Croix :
- Tête relevée, légèrement inclinée (quelquefois tournée vers le ciel), ici très auréolée, détaché par abrasion du reste du montant supérieur
- yeux ouverts
- corps droit, musculature suggérée
- du sang peut s'écouler des plaies.

Le crucifix comporte des scènes annexes
- tabelloni des extrémités des potences de la coix avec deux anges,
- tabelloni des flancs du Christ avec images de personnages de douleur en pleine taille (Marie et Jean accompagnés), et, dessous respectivement Le Bon Larron et le Mauvais Larron sur leur  croix de supplice.

Les bras de la croix affichent un fond à motif géométrique répété.